# Vanonus uniformis
Vanonus uniformis är en skalbaggsart som beskrevs av Werner 1990. Vanonus uniformis ingår i släktet Vanonus och familjen ögonbaggar. Inga underarter finns listade i Catalogue of Life.